# شیطان در صومعه
شیطان در صومعه (انگلیسی: The Devil in a Convent) فیلمی در ژانر فانتزی، ترسناک، کمدی، و صامت به کارگردانی ژرژ ملی‌یس است که در سال ۱۸۹۹ منتشر شد. از بازیگران آن می‌توان به ژرژ ملی‌یس اشاره کرد.